# Cettia acanthizoides
Cettia acanthizoides là một loài chim trong họ Cettiidae.